# 马里奥·雷盖罗
馬里奧·伊格納西奧·列古路·平托斯（西班牙語：Mario Ignacio Regueiro Pintos，1978年9月14日—），簡稱馬里奧·列古路（西班牙語：Mario Regueiro），出生在蒙特維多，是一名烏拉圭足球員，現效力拉魯斯，司職翼鋒。
列古路主要擔任左翼，但他亦能夠擔任右翼，甚至是前鋒。他的職業生涯主要在西班牙度過，總共度過了八個球季，而其中的七個球季是為西甲球會效力，總共上陣了167次，射入25球。

## 球會
列古路的足球生涯在切洛展開，其後轉投另一支烏拉圭球會蒙特維多國民隊。2000年，他加盟西班牙球會桑坦德。2004/05球季，他射入8球成為這支坎塔布里亞的次席射手，比首席射手約西·班拿約少一球，但都剛好足而讓球隊成功護級。
2005年6月下旬，列古路自由轉會至西甲球會華倫西亞。他在華倫西亞效力期間，主要都是擔任後備，而在2006/07球季，他因為膝部受傷而缺席了大部分賽事。該季結束後，他也獲得了西班牙國籍。
2008年夏天，列古路繼先前被球會外借至梅西亞後，他再度被球會外借，加盟希臘球會塞薩洛尼基阿里斯，為期一年。他效力塞薩洛尼基阿里斯一個月後與對方簽訂了三年合約，但僅僅一季後就被球會放棄，他因而重返其前球會蒙特維多國民隊。
2010年7月，年約32歲的列古路轉投阿根廷球會拉魯斯。

## 國際賽
1997年，列古路曾經協助烏拉圭U20在世界青年足球锦标赛奪得亞軍。
列古路總共代表烏拉圭上陣29次。2000年10月8日，他在2002年世界盃外圍賽以1-2的比分不敵阿根廷的賽事中處子上陣。
在2002年世界盃期間，列古路分別在以1-2的比分不敵丹麥和3-3逼和塞內加爾的賽事中陣。

## 榮譽
- 世界青年足球锦标赛亞軍：1997

## 外部連結
- （英文）BDFutbol profile （页面存档备份，存于）
- （西班牙文）National team data
- （英文）马里奥·雷盖罗在National-Football-Teams.com的資料